# Speak Through the White Noise
Speak Through The White Noise è il secondo album dei The New Regime, progetto solista del batterista degli Angels & Airwaves, Ilan Rubin, pubblicato il 1º aprile 2011. Viene anticipato dal singolo Remission of Guilt.

## Tracce
1. Clairaudience – 3:12
2. Live In Fear – 4:23
3. Pray For The Weak – 4:14
4. Enjoy The Bitterness – 4:47
5. The Skeptic – 4:57
6. Radiate The False – 5:22
7. State of Possession – 3:48
8. All Laid Out to Rest – 4:10
9. The One In Need – 4:05
10. For the Taking – 4:59
11. What Brings Us Down – 5:22
12. The Great Decline – 6:11